# Aleksiej Podbieriozkin
Aleksiej Iwanowicz Podbieriozkin (ros. Алексей Иванович Подберезкин, ur. 7 lutego 1953) – Rosjanin, radziecki i rosyjski polityk, członek KPZR od 1971.
Autor książek „Współczesna idea rosyjska”, 1993, „Narodowa doktryna Rosji”, 1994, „Rosyjska droga”, 1996 i innych. Z przekonania imperialista i monarchista, którego poglądy pozostają praktycznie niezmienne od lat 80. XX wieku. Autor koncepcji priorytetowego rozwoju narodowego kapitału ludzkiego, której opisowi poświęcił szereg prac i podsumował w trzytomowym dziele „Narodowy kapitał ludzki” (Национальный человеческий капитал, Moskwa: MGIMO-University, 2011-2013).